# Al-Hasanijja
Al-Hasanijja (arab. الحسنية) – wieś w Syrii, w muhafazie Aleppo. W 2004 roku liczyła 605 mieszkańców.